# حارة العفيف (صنعاء)

تعديل مصدري - تعديل

حارة العفيف هي إحدى حارات حي العفيف بمديرية السبعين إحد مديريات العاصمة اليمنية صنعاء، بلغ تعداد سكانها 814 نسمة حسب تعداد اليمن لعام 2004.